# معاهدة بوجاش

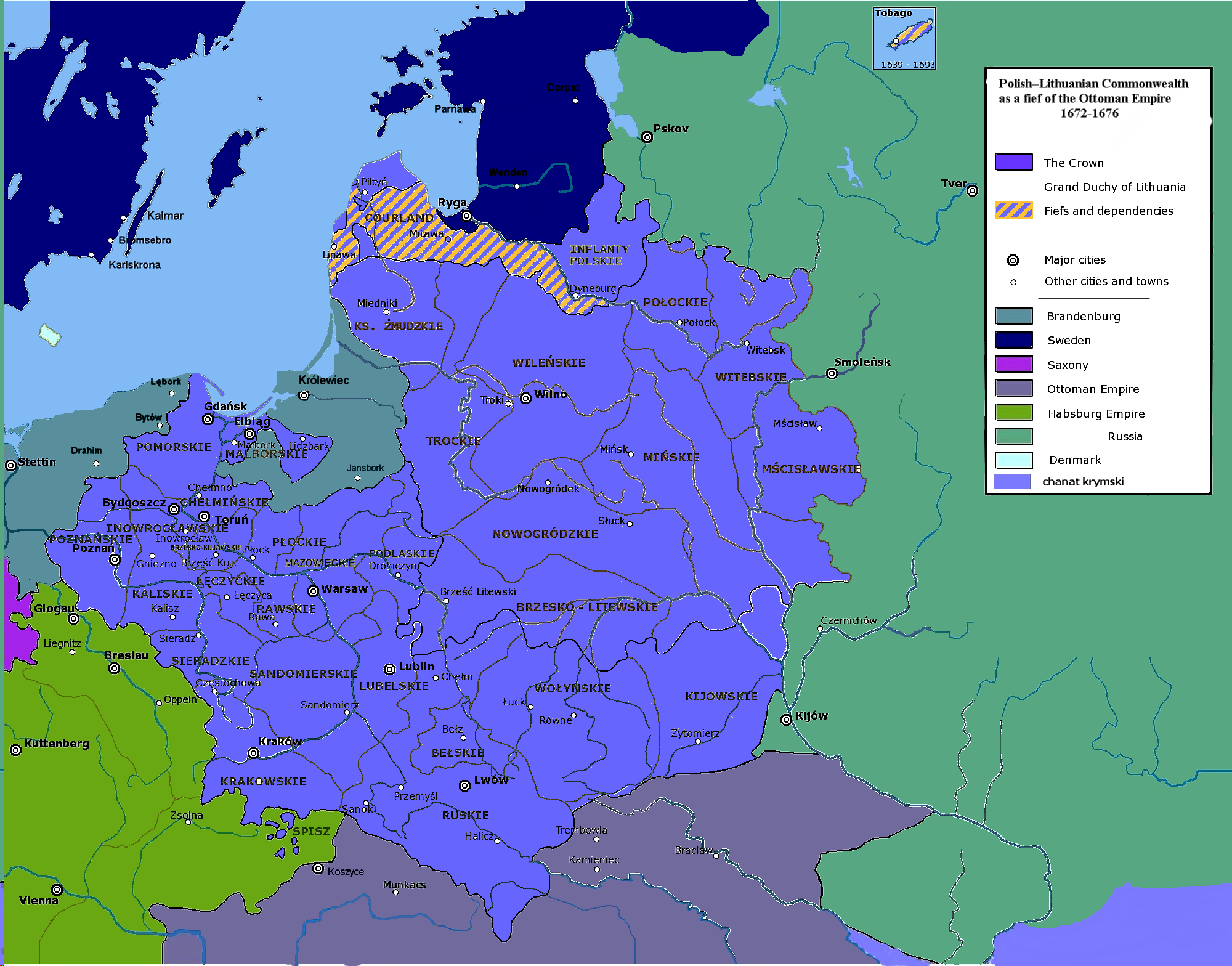
الكومنولث البولندي الليتواني باعتباره إقطاعية للإمبراطورية العثمانية 1672-1676

معاهدة بوجاش (أو معاهدة بوخاتش" أو "بوتشاتش" أو "بوتشاتش" في المصادر الأوكرانية أو البولندية)، هي اتفاقية وقعت في 18 أكتوبر 1672 في مدينة بوخاتش (اليوم في أوكرانيا)، بين الكومنولث البولندي-الليتواني بقيادة الملك ميخاو كوريبوت فيشنيوفيتسكي، الذي لم يتمكن من حشد جيش فعال، وبين الدولة العثمانية، لتنهي بذلك المرحلة الأولى من الحرب البولندية-العثمانية (1672–1676). وبموجب المعاهدة، تعهدت بولندا بما يلي:
- التنازل عن أراضي محافظة بودوليا لصالح الدولة العثمانية.
- دفع جزية سنوية للدولة العثمانية مقدارها 22,000 تالر.
- التنازل عن أراضي محافظة براتسلاف وجنوب محافظة كييف لصالح الهتمانية القوزاقية (التي أصبحت تُعرف باسم أوكرانيا العثمانية)، والتي قاتلت إلى جانب العثمانيين بقيادة بترو دوروشينكو[الإنجليزية].

لكن الأعمال العدائية استؤنفت في ربيع عام 1673، حيث لم يُصادق البرلمان البولندي (السييم) على المعاهدة. وفي عام 1676، تم تعديل الاتفاقية بموجب معاهدة زورافنو، الواقعة اليوم في بلدة جورافنه ضمن منطقة ستريي في أوكرانيا.

## وصلات خارجية
- معاهدة بوتشاتش في موسوعة أوكرانيا.